# Ovaloencyrtus fijiensis
Ovaloencyrtus fijiensis är en stekelart som beskrevs av John S. Noyes och Hayat 1984. Ovaloencyrtus fijiensis ingår i släktet Ovaloencyrtus och familjen sköldlussteklar.
Artens utbredningsområde är Fiji. Inga underarter finns listade i Catalogue of Life.